# Monaeses caudatus
Monaeses caudatus är en spindelart som beskrevs av Tang och Song 1988. Monaeses caudatus ingår i släktet Monaeses och familjen krabbspindlar. Inga underarter finns listade i Catalogue of Life.